# Правило ко
Правило ко 劫 (яп. ко:) — одно из правил игры го. Согласно этому правилу, запрещено делать ход, если он приводит к повторению позиции, которая была на доске за один ход до этого. В различных вариантах правил го точная формулировка и интерпретация правила ко различается.

## Базовое правило
В игре го возможна ситуация, когда после очередного хода возникает позиция, которая уже была на доске в данной партии. Очевидно, что если игроки продолжат из этой позиции играть те же ходы, которые они делали из неё раньше, то они снова придут к той же позиции, и этот цикл может продолжаться неопределённо долгое время.

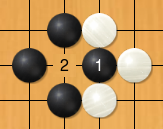
Диа 1.

Простейший пример подобной ситуации приведён на диаграмме 1. Предположим, что белые сейчас сходят в пункт 2, взяв чёрный камень, находящийся в пункте 1. Если после этого чёрные ходом в пункт 1 захватят белый камень, поставленный на предыдущем ходу, восстановится та же позиция, которая была до хода белых. Затем белые могут снова пойти в 2, затем чёрные — снова в 1 и так до бесконечности.

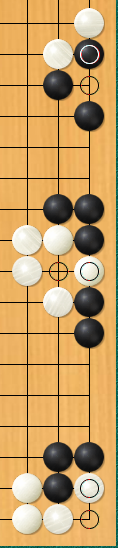
Диа 2.

Позиция, подобная показанной на диаграмме, где одни камни на одних и тех же пунктах могут многократно сниматься с доски и снова ставиться, называется позицией ко, а камни, которые попеременно ставятся и снимаются с доски — камнями ко.
Позиция на диаграмме 1 — не единственный вариант конфигурации камней, приводящей к ко. Существует много вариантов простого ко, некоторые из которых, образующиеся на стороне или в углу доски, приведены на диаграмме 2 (кружками помечены пункты, поочерёдные ходы в которые приводят к повторению позиции).
Чтобы избежать бесконечных партий, в го запрещено повторение позиции, которая была на доске за один ход до этого. Это правило и называется «Правилом ко». Эквивалентная формулировка базового правила ко, звучит так: запрещён ход, если этим ходом берётся один камень противника, на предыдущем ходу взявший один камень. Согласно ему, в позиции на диаграмме 1 в реальной партии чёрные не могут на ход белых в пункт 2 сразу ответить ходом в пункт 1 — перед этим чёрные обязаны сделать ещё какой-нибудь ход либо пас. Только после ответного хода они могут пойти в 1 (если этот пункт ещё не занят). В случае, если этот ход будет сделан, уже белые не смогут взять чёрный камень ответным ходом в 2, не сделав предварительно ход или пас.

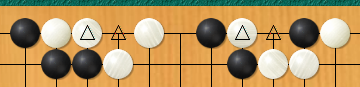
Диа 3. Ход чёрных. Не ко! Ответное взятие только что поставленного камня не запрещено.

В игре могут возникать позиции, внешне напоминающие позицию ко, но таковыми не являющиеся. Примеры подобных позиций приведены на диаграмме 3 (в обоих случаях первый ход делают чёрные в помеченный треугольником пустой пункт). Белым не запрещено ответить на этот ход ходом во второй помеченный треугольником пункт, поскольку после такого ответного взятия возникнет позиция, отличающаяся от исходной.

## Ко-борьба
Наличие правила ко определяет существование такого раздела тактики го, как ко-борьба. Поскольку в позиции ко немедленное ответное взятие камня ко запрещено, игрок, первым взявший камень, может после ответного хода противника (который тот обязан сделать в другом месте доски) закрыть ко-позицию, выиграв таким образом одно очко. Чтобы лишить игрока этой возможности, противник в ответ на первое взятие должен сделать в другом месте доски такой ход, на который игроку непременно придётся ответить под угрозой потерь бо́льших, чем выгода от выигрыша ко. Такие ходы называются ко-угрозами. Когда игрок ответит на ко-угрозу, позиция на доске изменится, и противник сможет взять камень ко. Теперь уже первому игроку потребуется использовать ко-угрозу, чтобы получить возможность повторно взять камень ко.
Последовательное взятие камней ко, перемежаемое ко-угрозами, и называется ко-борьбой. В ней побеждает тот из игроков, который имеет большее количество ко-угроз. Когда у одного из игроков заканчиваются ко-угрозы, он вынужден сделать ход, не требующий немедленного ответа, после чего другой игрок закрывает ко-позицию и выигрывает ко-борьбу.
Не следует думать, что ко-борьба — это сражение за один камень, хотя и такое тоже бывает. Нередко выигрыш или проигрыш ко определяет возможность выживания достаточно больших групп камней, и тогда цена победы в ко-борьбе существенно возрастает.

## Сложные случаи и их трактовка

### Длинные циклы
Для простейшего случая, когда единичный камень ко снимается противником на следующем же ходу, правило ко просто. Его трактовка совершенно идентична во всех вариантах правил го. Однако существует ряд более сложных ситуаций, в которых повторение позиции происходит не через один ход, а через несколько, и в циклическом взятии участвует большее количество камней. Видов длинных циклов существует несколько: двойное ко, «вечная жизнь», тройное ко, четырёхкратное ко, «жизнь лунного света», возможны и другие варианты. Позиция длинного цикла либо содержит одновременно несколько элементарных ко-позиций (в результате на взятие ко в одной из них можно отвечать взятием ко в другой), либо имеет кратные камни ко — несколько рядом стоящих камней, которые могут удаляться многократно, либо и то, и другое вместе. В результате позиция может, не нарушая базового правила ко, повторяться через несколько ходов, если только ни один из игроков не предпочтёт сходить в другой части доски. Если потеря камней ко (которая произойдёт при отказе от продолжения длинного цикла) не может быть скомпенсирована каким-либо другим ходом, вероятно, ни один из игроков не станет добровольно выходить из длинного цикла, и партия, теоретически, может продолжаться неопределённо долго.

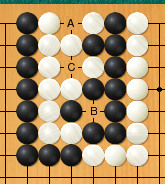
Диа 4. Пример тройного ко

На диаграмме 4 приведён один из примеров длинного цикла — тройное ко. Здесь, если чёрные возьмут белый камень ходом в A, белые ответят в B, затем чёрные — в C, а следующими тремя ходами белые и чёрные последовательно возьмут камни A, B и C, то исходная позиция повторится в точности, с той же очередью хода. При этом ни на одном из ходов базовое правило ко не будет нарушено — каждый раз берётся не тот камень, который произвёл предыдущее взятие, и через ход позиция не повторяется. После восстановления позиции цикл из шести ходов может повторяться любое количество раз. Нужно заметить, что в данном случае выход из длинного цикла не выгоден ни одному из игроков. Как белые, так и чёрные очередным взятием обеспечивают дополнительное дамэ своей группе; не сделав очередного взятия, игрок тут же потеряет большую группу камней.
Подобные ситуации редки, но вполне реально возникают в турнирных партиях, в том числе за высшие титулы. Так, в 1998 году в Японии в четвёртой партии матча за титул Мэйдзин между О Риссэем и Тё Тикуном возникло тройное ко.

### Варианты правила ко для длинных циклов
Длинные циклы взятия трактуются разными правилами по-разному:
- В японских правилах партия, в которой возникла длинная циклическая последовательность ходов, объявляется не имеющей результата (ни победа, ни поражение, ни ничья) и должна быть переиграна с начала (в профессиональных турнирах такая ситуация возникает чрезвычайно редко). В любительских турнирах в таких случаях обычно присуждается ничья.
- В ряде наборов правил го используется правило «суперко», которое запрещает повторение позиции на доске, через сколько бы ходов оно ни происходило. Суперко официально применяется в китайских правилах (хотя в турнирной практике при возникновении длинного цикла может объявляться ничья или отменяться партия), правилах AGA, упрощённых правилах Инга а также в ряде других. У правила суперко есть два варианта:
  - Позиционное суперко — запрещено повторение расположения камней на доске, без учёта очереди хода (за исключением одиночного паса, после которого, очевидно, позиция тоже сохраняется).
  - Ситуационное суперко — запрещено повторение позиции, но в понятие позиции включается также очередь хода. Таким образом, одиночный пас не нарушает это правило
- Правила Инга разделяют все ко-позиции на «боевое ко» (позиции, в которых вопрос жизни участвующих камней не решён) и «беспокоящее ко» (позиции, где взятие ко приводит только к обмену дамэ). В боевом ко один, два или три камня, которые могут быть повторно взяты на следующих ходах, объявляются «горячими камнями» — их запрещено брать, не сделав предварительно какой-либо другой ход или пас. Так, приведённая выше позиция тройного ко — «боевое ко», так как проигравший его потеряет группу участвующих в ко-позиции камней. Поэтому после ходов в A, B и C все эти три камня становятся «горячими», и четвёртым ходом ни один из них не может быть взят. Таким образом, в данной позиции чёрные, по правилам Инга, не смогут продолжить цикл взятия камней, вынуждены будут сделать ход в другой части доски и, вероятнее всего, проиграют ко. В беспокоящем ко игрок, однажды начавший цикл взятия камней, до конца партии не имеет права начать его снова. В случае нарушения в обоих случаях восстанавливается позиция до ошибочного взятия ко и партия продолжается.

### Достоинства и недостатки вариантов
Ни один из вариантов правил о длинном цикле не лишён недостатков:
- Объявление ничьей нарушает принцип отсутствия ничьих в го и усложняет подсчёт очков в турнире.
- Отмена партии вызывает необходимость проводить переигровку, что требует дополнительного времени и, скорее всего, финансовых затрат.
- Правило суперко идеально подходит для игры с использованием компьютера, но его, в особенности ситуационное, может оказаться затруднительно соблюдать в прямой игре между людьми — чтобы заметить повтор, игроки должны помнить всю последовательность позиций приблизительно за последний десяток ходов, что достаточно сложно.
- Оценка ко-позиций по правилам Инга может оказаться нетривиальной задачей: правило Ко в трактовке Инга формулируется весьма сложно, и даже опытные игроки затрудняются в его точной интерпретации применительно к конкретным игровым ситуациям. Кроме того, критики утверждают, что его усложнение неоправданно — практически всегда оценка допустимости того или иного хода по правилу позиционного суперко совпадает с оценкой по правилам Инга, при этом правило суперко гораздо проще формулируется и понимается.

В европейских и американских турнирах всё чаще применяются правила, содержащие один из вариантов правила суперко — выбор, в большинстве случаев, делается в пользу более простого правила. В турнирной практике обнаружение длинного цикла возлагается на игроков: игрок, заметивший повторение позиции, вправе потребовать от соперника переходить за счёт собственного времени или обратиться с соответствующим заявлением к судье.

## Интересные факты
20 июня 1582 года в монастыре в Киото состоялась партия между Хонъимбо Санса и Касио Ригэном — сильнейшими игроками того времени, — в присутствии Ода Нобунага. Партия была завершена без результата из-за возникшего в ней тройного ко. На следующий день, 21 июня, восстал союзник Нобунага, военачальник Акэти Мицухидэ. Правитель был блокирован в храме и совершил харакири, чтобы не попасть в плен. После этих событий тройное ко стало считаться плохим предзнаменованием.